# Ільчимбетовська сільська рада
Ільчимбе́товська сільська рада (рос. Ильчимбетовский сельский совет) — муніципальне утворення у складі Туймазинського району Башкортостану, Росія. Адміністративний центр — село Ільчимбетово.

## Населення
Населення — 2019 осіб (2019, 1976 у 2010, 1822 у 2002).

## Склад
До складу поселення входять такі населені пункти:
| Населений пункт                        | Населення, осіб (2002) | Населення, осіб (2010) |
| -------------------------------------- | ---------------------- | ---------------------- |
| Байракатуба, присілок                  | 82                     | 101                    |
| Бахчисарай, присілок                   | 13                     | 8                      |
| Ільчимбетово, село                     | 989                    | 1067                   |
| Максютово, присілок                    | 50                     | 45                     |
| Яприково, село                         | 659                    | 755                    |
| Яприковського пожарного депо, присілок | 29                     | 0                      |